# Akito Watabe
Akito Watabe (jap. 渡部暁斗 Watabe Akito; (ur. 26 maja 1988 w Hakubie) – japoński narciarz, specjalista kombinacji norweskiej, czterokrotny medalista olimpijski, pięciokrotny medalista mistrzostw świata, zdobywca Pucharu Świata, medalista mistrzostw świata juniorów oraz zwycięzca letniego Grand Prix.

## Kariera
Po raz pierwszy na arenie międzynarodowej Akito Watabe pojawił się 12 marca 2005 roku w zawodach Pucharu Świata B w Vuokatti. Zajął tam 43. miejsce w sprincie. Dwa tygodnie później wystartował na mistrzostwach świata juniorów w Rovaniemi, gdzie był ósmy w konkursie drużynowym, a w sprincie zajął 50. miejsce. Rok później, podczas mistrzostw świata juniorów w Kranju zdobył srebrny medal w sprincie, wyprzedził go tylko reprezentant Niemiec Tom Beetz. Był ponadto siódmy w zawodach metodą Gundersena, a w konkursie drużynowym zajął jedenaste miejsce. Zaledwie kilkanaście dni później zajął 19. miejsce w sprincie na igrzyskach olimpijskich w Turynie. W Pucharze Świata zadebiutował 18 marca 2006 roku w Sapporo, zajmując 19. miejsce w starcie masowym. Tym samym zdobył swoje pierwsze punkty PŚ już w pierwszych zawodach, w których wziął udział. Następnego dnia zajął 24. miejsce w sprincie. W klasyfikacji generalnej dało mu to 47. pozycję.
W sezonie 2006/2007 Pucharu kontynentalnego wystartował dwukrotnie: 18 i 19 stycznia 2007 roku w Val di Fiemme zajął kolejno piąte i 28. miejsce w starcie masowym. W klasyfikacji końcowej zajął ostatecznie 48. pozycję. Miesiąc później wystąpił na mistrzostwach świata w Sapporo, gdzie indywidualnie plasował się poza czołową trzydziestką, a w konkursie drużynowym wraz z kolegami zajął ósme miejsce. W marcu tego samego roku wystartował na mistrzostwach świata juniorów w Tarvisio. Był tam siódmy w zawodach drużynowych, a indywidualnie kończył zawody pod koniec drugiej dziesiątki. W kolejnym sezonie PK był piąty w klasyfikacji końcowej, głównie dzięki dwóm miejscom na podium wywalczonym w Hakubie. Był drugi w starcie masowym 17 lutego 2007 roku, a następnego dnia zajął drugie miejsce w sprincie huraganowym. Na mistrzostwach świata juniorów w Zakopanem był czwarty w sprincie, a w Gundersenie i konkursie drużynowym zajął trzynaste miejsce.
Sezon 2008/2009 Pucharu Świata przyniósł mu 38. miejsce w klasyfikacji generalnej. Najlepszy wynik Japończyk osiągnął 1 lutego 2009 roku we francuskim Chaux-Neuve, gdzie zajął dziesiąte miejsce w Gundersenie. Pod koniec lutego wystąpił na mistrzostwach świata w Libercu, gdzie wraz z Yūsuke Minato, Taihei Katō i Norihito Kobayashim wywalczył złoty medal w konkursie drużynowym. Na tych samych mistrzostwach zajął 33. miejsce w Gundersenie na normalnej skoczni. Po raz pierwszy na podium zawodów Pucharu Świata stanął 30 stycznia 2010 roku w austriackim Seefeld in Tirol, gdzie zajął drugie miejsce w Gundersenie, ustępując tylko Niemcowi Ericowi Frenzlowi oraz reprezentantowi gospodarzy Mario Stecherowi. W pozostałych zawodach sezonu 2009/2010 nie stawał na podium, choć pięciokrotnie plasował się w czołowej dziesiątce. W efekcie zajął 18. miejsce w klasyfikacji generalnej. Na igrzyskach olimpijskich w Vancouver był szósty w drużynie i dziewiąty w Gundersenie na dużej skoczni, a na normalnej skoczni zajął 21. miejsce.
Punktował we wszystkich swoich startach w sezonie 2010/2011. Siedmiokrotnie plasował się w pierwszej dziesiątce zawodów, jednak na podium nie stanął. Najlepsze wyniki osiągnął 19 grudnia 2010 roku w Ramsau, gdzie był szósty w Gundersenie oraz 8 stycznia 2011 roku w Schonach, gdzie był piąty w tej samej konkurencji. W klasyfikacji generalnej zajął ostatecznie jedenaste miejsce. Na mistrzostwach świata w Oslo indywidualnie był piąty w Gundersenie na normalnej skoczni, a na dużej zajął trzynaste miejsce. W konkursach drużynowych był piąty na dużej skoczni oraz szósty na normalnej.
W dobrym stylu rozpoczął także sezon 2011/2012, zajmując drugie oraz trzecie miejsce w zawodach metodą Gundresena w Ruce, w dniach 25 i 26 listopada 2011 roku. W tym sezonie odniósł także swoje pierwsze pucharowe zwycięstwo - 2 lutego 2012 roku w Val di Fiemme był najlepszy w Gundersenie. Łącznie w tym sezonie 20 razy plasował się w czołowej dziesiątce, w tym aż dziewięć razy plasował się na podium. Oprócz zwycięstwa w Val di Fiemme Watabe wygrywał także 18 lutego w Klingenthal, 26 lutego w Libercu i 9 marca w Oslo. W klasyfikacji generalnej pozwoliło mu to zająć drugie miejsce, 68 punktów za Francuzem Jasonem Lamy-Chappuis. W lecie 2012 roku był drugi w piętnastej edycji LGP, ulegając ostatecznie tylko Bernhardowi Gruberowi z Austrii. Japończyk dwukrotnie stanął na podium, w tym po raz pierwszy w karierze - 21 lipca 2012 roku w Soczi był trzeci.
Wysoką formę prezentował również w sezonie 2013/2013. Sześciokrotnie plasował się w pierwszej trójce, jednak ani razu nie zwyciężył. W klasyfikacji generalnej wyprzedzili go tylko Eric Frenzel oraz Jason Lamy Chappuis. Z mistrzostw świata w Val di Fiemme w lutym 2013 roku wrócił jednak bez medalu. Indywidualnie najbliżej podium był w Gundersenie na dużej skoczni, gdzie po skokach był ósmy, a w biegu awansował na czwarte miejsce. W walce o medal lepszy był Lamy Chappuis, finiszując o 1,2 sekundy przed Japończykiem. Na małej skoczni Watabe indywidualnie był dziewiąty. Ponadto w obu konkurencjach drużynowych: sztafecie na małej skoczni i sprincie na dużej zajmował czwarte miejsca. W lecie 2013 roku wspólnie z Bernhardem Gruberem z Austrii zwyciężył w klasyfikacji końcowej szesnastej edycji LGP. W czterech zawodach indywidualnych trzykrotnie stawał na podium, w tym 25 sierpnia zwyciężył w niemieckim Oberwiesenthal. Podobnie jak przed rokiem w sezonie 2013/2014 także był trzeci. Siedem razy stawał na podium, odnosząc przy tym jedno zwycięstwo 15 marca 2014 roku w Falun był najlepszy w Gundersenie na normalnej skoczni. Podczas igrzysk olimpijskich w Soczi wywalczył srebrny medal na normalnej skoczni. Rozdzielił tam na podium Erica Frenzela i Norwega Magnusa Kroga. Był też szósty na dużej skoczni oraz piąty w sztafecie.
Kolejne dwa zwycięstwa odniósł 6 marca 2015 roku w Lahti i 14 marca 2015 roku w Oslo. W sezonie 2014/2015 był też dwa razy drugi i raz trzeci, w efekcie zajmując drugie miejsce w klasyfikacji generalnej. Z mistrzostw świata w Falun wrócił jednak bez medalu. Na dużej skoczni był siódmy, a na normalnej, w sprincie drużynowym oraz sztafecie zajmował szóstą pozycję. Na drugiej pozycji w klasyfikacji końcowej zakończył też sezon 2015/2016. Tym razem dwanaście razy znalazł się na podium zawodów pucharowych, jednak ani razu nie zwyciężył (8 drugich i 4 trzecie miejsca).
Sezon 2016/2017 zaczął od siódmego miejsca w zawodach rozgrywanych 26 listopada 2016 roku w Ruce, jednak już dzień później zajął trzecie miejsce. W kolejnych startach jeszcze sześć razy znalazł się w pierwszej trójce, przy czym dwukrotnie zwyciężał: 11 lutego w Sapporo i 11 marca 2017 roku w Oslo wygrywał Gundersena na dużej skoczni. Na mistrzostwach świata w Lahti zdobył dwa medale. Najpierw zajął drugie miejsce indywidualnie na dużej skoczni, plasując się między Johannesem Rydzekiem z Niemiec i Francuzem François Braudem. Dwa dni później zajął trzecie miejsce w sprincie drużynowym. Ponadto był też czwarty w sztafecie oraz piąty w zawodach indywidualnych na normalnym obiekcie.
Najlepsze wyniki osiągnął w sezonie 2017/2018, kiedy zwyciężył w klasyfikacji generalnej oraz nowo wprowadzonej klasyfikacji najlepszego skoczka. Na podium stawał 14 razy, z czego osiem razy na najwyższym stopniu: 25 listopada 2017 roku w Ruce, od 26 do 28 stycznia 2018 roku w Seefeld, 3 lutego w Hakubie, 10 marca w Oslo oraz 24 i 25 marca w Schonach. W lutym 2018 roku brał udział w igrzyskach olimpijskich w Pjongczangu, gdzie zdobył srebrny medal na skoczni normalnej, rozdzielając Frenzela i Austriaka Lukasa Klapfera. Ponadto był piąty na skoczni dużej oraz czwarty w sztafecie, w której Japończycy przegrali walkę o podium z Austriakami o 42 sekundy.
Jego młodszy brat – Yoshito również uprawia kombinację norweską.

## Osiągnięcia

### Igrzyska olimpijskie
| Miejsce | Dzień     | Rok  | Miejscowość | Konkurencja           | Wynik zwycięzcy | Strata  | Zwycięzca           |
| ------- | --------- | ---- | ----------- | --------------------- | --------------- | ------- | ------------------- |
| 19.     | 21 lutego | 2006 | Turyn       | Sprint HS134/7,5 km   | 18:29,0         | +1:08,3 | Felix Gottwald      |
| 21.     | 14 lutego | 2010 | Vancouver   | Gundersen HS106/10 km | 25:47,1         | +1:17,9 | Jason Lamy Chappuis |
| 6.      | 23 lutego | 2010 | Vancouver   | Sztafeta HS140/4x5 km | 49:31,6         | +1:14,2 | Austria             |
| 9.      | 25 lutego | 2010 | Vancouver   | Gundersen HS140/10 km | 25:32,9         | +48,8   | Bill Demong         |
| 2.      | 12 lutego | 2014 | Soczi       | Gundersen HS106/10 km | 23:50,2         | +4,2    | Eric Frenzel        |
| 6.      | 18 lutego | 2014 | Soczi       | Gundersen HS140/10 km | 23:27,5         | +11,5   | Jørgen Gråbak       |
| 5.      | 21 lutego | 2014 | Soczi       | Sztafeta HS140/4x5 km | 46:48,5         | +1:17,1 | Norwegia            |
| 2.      | 14 lutego | 2018 | Pjongczang  | Gundersen HS109/10 km | 24:51,4         | +4,8    | Eric Frenzel        |
| 5.      | 20 lutego | 2018 | Pjongczang  | Gundersen HS140/10 km | 23:52,5         | +12,5   | Johannes Rydzek     |
| 4.      | 22 lutego | 2018 | Pjongczang  | Sztafeta HS140/4x5 km | 46:09,8         | +2:08,8 | Niemcy              |
| 7.      | 9 lutego  | 2022 | Zhangjiakou | Gundersen HS106/10 km | 25:07,7         | +32,4   | Vinzenz Geiger      |
| 3.      | 15 lutego | 2022 | Zhangjiakou | Gundersen HS140/10 km | 27:13,3         | +0,6    | Jørgen Graabak      |
| 3.      | 17 lutego | 2022 | Zhangjiakou | Sztafeta HS140/4x5 km | 50:45,1         | +55,2   | Norwegia            |

### Mistrzostwa świata
| Miejsce | Dzień     | Rok  | Miejscowość      | Konkurencja                     | Wynik zwycięzcy | Strata  | Zwycięzca           |
| ------- | --------- | ---- | ---------------- | ------------------------------- | --------------- | ------- | ------------------- |
| 31.     | 23 lutego | 2007 | Sapporo          | Sprint HS134/7,5 km             | 17:40,2         | +3:45,4 | Hannu Manninen      |
| 8.      | 25 lutego | 2007 | Sapporo          | Sztafeta HS134/4x5 km           | 49:14,9         | +5:17,7 | Austria             |
| 35.     | 3 marca   | 2007 | Sapporo          | Gundersen HS100/15 km           | 38:35,6         | +5:41,6 | Ronny Ackermann     |
| 33.     | 22 lutego | 2009 | Liberec          | Gundersen HS100/10 km           | 24:22,3         | +3:58,0 | Todd Lodwick        |
| 1.      | 26 lutego | 2009 | Liberec          | Sztafeta HS140/4x5 km           | 48:32,3         | -       | -                   |
| 5.      | 26 lutego | 2011 | Oslo             | Gundersen HS106/10 km           | 25:19,2         | +25,5   | Eric Frenzel        |
| 6.      | 28 lutego | 2011 | Oslo             | Sztafeta HS106/4x5 km           | 48:07,8         | +2:03,0 | Austria             |
| 13.     | 2 marca   | 2011 | Oslo             | Gundersen HS134/10 km           | 25:31,6         | +1:18,8 | Jason Lamy Chappuis |
| 5.      | 4 marca   | 2011 | Oslo             | Sztafeta HS134/4x5 km           | 48:07,8         | +1:31,4 | Austria             |
| 9.      | 22 lutego | 2013 | Val di Fiemme    | Gundersen HS106/10 km           | 29:13,2         | +36,0   | Jason Lamy Chappuis |
| 4.      | 24 lutego | 2013 | Val di Fiemme    | Sztafeta HS106/4x5 km           | 57:34,0         | +5,7    | Francja             |
| 4.      | 28 lutego | 2013 | Val di Fiemme    | Gundersen HS134/10 km           | 27:22,8         | +38,4   | Eric Frenzel        |
| 4.      | 2 marca   | 2013 | Val di Fiemme    | Sprint drużynowy HS136/2x7,5 km | 35:37,9         | +44,5   | Francja             |
| 6.      | 20 lutego | 2015 | Falun            | Gundersen HS100/10 km           | 26:38,9         | +12,2   | Johannes Rydzek     |
| 6.      | 22 lutego | 2015 | Falun            | Sztafeta HS100/4x5 km           | 44:20,7         | +1:11,5 | Niemcy              |
| 7.      | 26 lutego | 2015 | Falun            | Gundersen HS134/10 km           | 22:45,8         | +30,3   | Bernhard Gruber     |
| 6.      | 28 lutego | 2015 | Falun            | Sprint drużynowy HS134/2x7,5 km | 38:31,6         | +1:25,7 | Francja             |
| 5.      | 24 lutego | 2017 | Lahti            | Gundersen HS100/10 km           | 26:19,6         | +32,3   | Johannes Rydzek     |
| 4.      | 26 lutego | 2017 | Lahti            | Sztafeta HS100/4x5 km           | 47:57,3         | +1:06,0 | Niemcy              |
| 2.      | 1 marca   | 2017 | Lahti            | Gundersen HS130/10 km           | 26:41,6         | +4,8    | Johannes Rydzek     |
| 3.      | 3 marca   | 2017 | Lahti            | Sprint drużynowy HS130/2x7,5 km | 28:45,8         | +10,2   | Niemcy              |
| 6.      | 22 lutego | 2019 | Seefeld in Tirol | Gundersen HS130/10 km           | 23:43,0         | +22,0   | Eric Frenzel        |
| 4.      | 24 lutego | 2019 | Seefeld in Tirol | Sprint drużynowy HS130/2x7,5 km | 28:29,5         | +56,4   | Niemcy              |
| 3.      | 28 lutego | 2019 | Seefeld in Tirol | Gundersen HS109/10 km           | 25:01,3         | +4,6    | Jarl Magnus Riiber  |
| 4.      | 2 marca   | 2019 | Seefeld in Tirol | Sztafeta HS109/4x5 km           | 50:15,5         | +28,7   | Norwegia            |
| 5.      | 26 lutego | 2021 | Oberstdorf       | Gundersen HS106/10 km           | 23:01,2         | +9,0    | Jarl Magnus Riiber  |
| 4.      | 28 lutego | 2021 | Oberstdorf       | Sztafeta HS106/4x5 km           | 43:57,7         | +2:13,4 | Norwegia            |
| 3.      | 4 marca   | 2021 | Oberstdorf       | Gundersen HS137/10 km           | 23:11,1         | +45,8   | Johannes Lamparter  |
| 4.      | 6 marca   | 2021 | Oberstdorf       | Sprint drużynowy HS137/2x7,5 km | 29:29,7         | +1:09,2 | Austria             |
| 15.     | 25 lutego | 2023 | Planica          | Gundersen HS102/10 km           | 24:36,3         | +53,3   | Jarl Magnus Riiber  |
| 5.      | 26 lutego | 2023 | Planica          | Sztafeta mieszana HS102/4x5 km  | 37:38,2         | +2:02,5 | Norwegia            |
| 18.     | 4 marca   | 2023 | Planica          | Gundersen HS138/10 km           | 23:42,6         | +2:52,1 | Jarl Magnus Riiber  |
| 4.      | 28 lutego | 2025 | Trondheim        | Sztafeta mieszana HS102/4x5 km  | 36:37,5         | +1:55,3 | Norwegia            |
| 13.     | 1 marca   | 2025 | Trondheim        | Kompakt HS102/7,5 km            | 17:13,4         | +30,6   | Jarl Magnus Riiber  |
| 5.      | 7 marca   | 2025 | Trondheim        | Sztafeta HS138/4x5 km           | 50:37,7         | +3:15,9 | Niemcy              |
| 21.     | 8 marca   | 2025 | Trondheim        | Gundersen HS138/10 km           | 24:57,5         | +3:49,7 | Jarl Magnus Riiber  |

### Mistrzostwa świata juniorów
| Miejsce | Dzień     | Rok  | Miejscowość | Konkurencja           | Wynik zwycięzcy | Strata    | Zwycięzca         |
| ------- | --------- | ---- | ----------- | --------------------- | --------------- | --------- | ----------------- |
| 8.      | 24 marca  | 2005 | Rovaniemi   | Sztafeta HS100/4x5    | 924,0 pkt       | 277,4 pkt | Niemcy            |
| 50.     | 26 marca  | 2005 | Rovaniemi   | Sprint HS100/5 km     | 14:02,1         | +4:41,0   | Petter Tande      |
| 7.      | 1 lutego  | 2006 | Kranj       | Gundersen HS109/10 km | 29:59,9         | +1:42,0   | François Braud    |
| 11.     | 3 lutego  | 2006 | Kranj       | Sztafeta HS109/4x5    | 55:42,3         | +7:04,9   | Niemcy            |
| 2.      | 5 lutego  | 2006 | Kranj       | Sprint HS109/5 km     | 13:06,3         | +2,6      | Tom Beetz         |
| 19.     | 14 marca  | 2007 | Tarvisio    | Gundersen HS109/10 km | 33:26,7         | +5:02,8   | Anssi Koivuranta  |
| 7.      | 16 marca  | 2007 | Tarvisio    | Sztafeta HS109/4x5 km | 1:05:35,0       | +4:08,6   | Austria           |
| 18.     | 18 marca  | 2007 | Tarvisio    | Sprint HS109/5 km     | 15:01,3         | +34,6     | Eric Frenzel      |
| 13.     | 27 lutego | 2008 | Zakopane    | Gundersen HS94/10 km  | ?               | +3:57,9   | Alessandro Pittin |
| 13.     | 28 lutego | 2008 | Zakopane    | Sztafeta HS94/4x5 km  | 59:32,9         | +7:21,4   | Niemcy            |
| 4.      | 29 lutego | 2008 | Zakopane    | Sprint HS94/5 km      | ?               | +26,9     | Tomaž Druml       |

### Puchar Świata

#### Miejsca w klasyfikacji generalnej
- sezon 2005/2006: 47.
- sezon 2006/2007: nie brał udziału
- sezon 2007/2008: nie brał udziału
- sezon 2008/2009: 38.
- sezon 2009/2010: 18.
- sezon 2010/2011: 11.
- sezon 2011/2012: 2.
- sezon 2012/2013: 3.
- sezon 2013/2014: 3.
- sezon 2014/2015: 2.
- sezon 2015/2016: 2.
- sezon 2016/2017: 3.
- sezon 2017/2018: 1.
- sezon 2018/2019: 2.
- sezon 2019/2020: 9.
- sezon 2020/2021: 3.
- sezon 2021/2022: 11.
- sezon 2022/2023: 30.
- sezon 2023/2024: 22.
- sezon 2024/2025: 24.

#### Miejsca na podium
| Nr  | Data              | Miejscowość      | Konkurencja           | Wynik zwycięzcy | Pozycja | Strata | Zwycięzca           |
| --- | ----------------- | ---------------- | --------------------- | --------------- | ------- | ------ | ------------------- |
| 1.  | 30 stycznia 2010  | Seefeld in Tirol | Gundersen HS100/10 km | 26:23,1         | 3.      | +43,7  | Eric Frenzel        |
| 2.  | 25 listopada 2011 | Ruka             | Gundersen HS142/10 km | 27:41,0         | 2.      | +2,5   | Magnus Krog         |
| 3.  | 26 listopada 2011 | Ruka             | Gundersen HS142/10 km | 27:37,3         | 3.      | +12,2  | Tino Edelmann       |
| 4.  | 17 grudnia 2011   | Seefeld in Tirol | Gundersen HS109/10 km | 29:14,5         | 2.      | +1,0   | Jason Lamy Chappuis |
| 5.  | 5 lutego 2012     | Val di Fiemme    | Gundersen HS134/10 km | 28:27,8         | 1.      | -      | -                   |
| 6.  | 11 lutego 2012    | Ałmaty           | Gundersen HS140/10 km | 25:12,7         | 3.      | +10,6  | Mikko Kokslien      |
| 7.  | 12 lutego 2012    | Ałmaty           | Gundersen HS140/10 km | 25:24,2         | 2.      | +2,7   | Mikko Kokslien      |
| 8.  | 18 lutego 2012    | Klingenthal      | Gundersen HS140/10 km | 25:06,3         | 1.      | -      | -                   |
| 9.  | 26 lutego 2012    | Liberec          | Gundersen HS100/10 km | 26:17,2         | 1.      | -      | -                   |
| 10. | 9 marca 2012      | Oslo             | Gundersen HS106/10 km | 26:21,4         | 1.      | -      | -                   |
| 11. | 6 stycznia 2013   | Schonach         | Gundersen HS106/10 km | 26:00,0         | 2.      | +1,9   | Jason Lamy Chappuis |
| 12. | 12 stycznia 2013  | Chaux-Neuve      | Gundersen HS118/10 km | 23:42,6         | 3.      | +6,0   | Tino Edelmann       |
| 13. | 9 lutego 2013     | Ałmaty           | Gundersen HS140/10 km | 25:09,6         | 2.      | +5,3   | Björn Kircheisen    |
| 14. | 10 lutego 2013    | Ałmaty           | Gundersen HS140/10 km | 25:31,0         | 2.      | +4,4   | Christoph Bieler    |
| 15. | 8 marca 2013      | Lahti            | Gundersen HS130/10 km | 24:48,2         | 2.      | +10,1  | Eric Frenzel        |
| 16. | 15 marca 2013     | Oslo             | Gundersen HS134/10 km | 26:11,5         | 2.      | +5,0   | Eric Frenzel        |
| 17. | 7 grudnia 2013    | Lillehammer      | Gundersen HS106/10 km | 26:45,2         | 2.      | +13,5  | Jason Lamy Chappuis |
| 18. | 8 grudnia 2013    | Lillehammer      | Gundersen HS138/10 km | 29:27,7         | 3.      | +52,6  | Eric Frenzel        |
| 19. | 21 grudnia 2013   | Schonach         | Gundersen HS106/10 km | 24:58,5         | 3.      | +5,1   | Magnus Moan         |
| 20. | 22 grudnia 2013   | Schonach         | Gundersen HS106/10 km | 23:47,1         | 3.      | +1,1   | Jason Lamy Chappuis |
| 21. | 26 stycznia 2014  | Oberstdorf       | Gundersen HS137/10 km | 27:32,2         | 3.      | +4,6   | Eric Frenzel        |
| 22. | 28 lutego 2014    | Lahti            | Gundersen HS130/10 km | 24:27,8         | 2.      | +7,0   | Johannes Rydzek     |
| 23. | 16 marca 2014     | Falun            | Gundersen HS100/10 km | 22:07,5         | 1.      | -      | -                   |
| 24. | 4 stycznia 2015   | Schonach         | Gundersen HS106/10 km | 24:38,2         | 2.      | +1,0   | Lukas Klapfer       |
| 25. | 18 stycznia 2015  | Seefeld in Tirol | Gundersen HS109/15 km | 38:25,9         | 3.      | +20,5  | Eric Frenzel        |
| 26. | 24 stycznia 2015  | Sapporo          | Gundersen HS134/10 km | 27:14,0         | 2.      | +1,8   | Eric Frenzel        |
| 27. | 6 marca 2015      | Lahti            | Gundersen HS130/10 km | 28:56,3         | 1.      | -      | -                   |
| 28. | 14 marca 2015     | Oslo             | Gundersen HS134/15 km | 38:05,1         | 1.      | -      | -                   |
| 29. | 5 grudnia 2015    | Lillehammer      | Gundersen HS138/10 km | 25:22,4         | 2.      | +12,5  | Fabian Rießle       |
| 30. | 23 stycznia 2016  | Chaux-Neuve      | Gundersen HS118/10 km | 21:26,0         | 3.      | +6,5   | Eric Frenzel        |
| 31. | 24 stycznia 2016  | Chaux-Neuve      | Gundersen HS118/10 km | 21:20,5         | 3.      | +4,1   | Fabian Rießle       |
| 32. | 29 stycznia 2016  | Seefeld          | Gundersen HS109/5 km  | 11:08,5         | 2.      | +6,2   | Eric Frenzel        |
| 33. | 30 stycznia 2016  | Seefeld          | Gundersen HS109/10 km | 23:11,5         | 2.      | +24,9  | Eric Frenzel        |
| 34. | 31 stycznia 2016  | Seefeld          | Gundersen HS109/10 km | 26:45,8         | 2.      | +18,7  | Eric Frenzel        |
| 35. | 6 lutego 2016     | Oslo             | Gundersen HS134/10 km | 24:36,0         | 2.      | +16,6  | Jarl Magnus Riiber  |
| 36. | 10 lutego 2016    | Trondheim        | Gundersen HS140/10 km | 24:28,5         | 2.      | +15,9  | Eric Frenzel        |
| 37. | 19 lutego 2016    | Lahti            | Gundersen HS130/10 km | 23:57,7         | 2.      | +1,7   | Eric Frenzel        |
| 38. | 21 lutego 2016    | Lahti            | Gundersen HS130/10 km | 25:50,9         | 3.      | +11,0  | Fabian Rießle       |
| 39. | 23 lutego 2016    | Kuopio           | Gundersen HS127/10 km | 23:59,6         | 2.      | +6,2   | Johannes Rydzek     |
| 40. | 5 marca 2016      | Schonach         | Gundersen HS106/10 km | 23:32,8         | 3.      | +22,3  | Eric Frenzel        |
| 41. | 27 listopada 2016 | Ruka             | Gundersen HS142/10 km | 27:13,0         | 3.      | +15,0  | Johannes Rydzek     |
| 42. | 15 stycznia 2017  | Val di Fiemme    | Gundersen HS134/10 km | 27:21,7         | 3.      | +31,2  | Eric Frenzel        |
| 43. | 21 stycznia 2017  | Chaux-Neuve      | Gundersen HS118/10 km | 23:01,7         | 3.      | +5,7   | Johannes Rydzek     |
| 44. | 10 lutego 2017    | Sapporo          | Gundersen HS134/10 km | 25:59,3         | 2.      | +0,7   | Björn Kircheisen    |
| 45. | 11 lutego 2017    | Sapporo          | Gundersen HS134/10 km | 25:55,9         | 1.      | -      | -                   |
| 46. | 11 marca 2017     | Oslo             | Gundersen HS134/10 km | 23:48,8         | 1.      | -      | -                   |
| 47. | 19 marca 2017     | Schonach         | Gundersen HS106/10 km | 28:49,7         | 3.      | +11,2  | Eric Frenzel        |
| 48. | 24 listopada 2017 | Ruka             | Gundersen HS142/5 km  | 12:58,0         | 3.      | +11,0  | Espen Andersen      |
| 49. | 25 listopada 2017 | Ruka             | Gundersen HS142/10 km | 24:58,6         | 1.      | -      | -                   |
| 50. | 20 stycznia 2018  | Chaux-Neuve      | Gundersen HS118/10 km | 23:59,7         | 2.      | +1,4   | Jan Schmid          |
| 51. | 26 stycznia 2018  | Seefeld          | Gundersen HS109/5 km  | 11:22,3         | 1.      | -      | -                   |
| 52. | 27 stycznia 2018  | Seefeld          | Gundersen HS109/10 km | 23:28,5         | 1.      | -      | -                   |
| 53. | 28 stycznia 2018  | Seefeld          | Gundersen HS109/15 km | 34:58,6         | 1.      | -      | -                   |
| 54. | 3 lutego 2018     | Hakuba           | Gundersen HS131/10 km | 24:14,6         | 1.      | -      | -                   |
| 55. | 4 lutego 2018     | Hakuba           | Gundersen HS131/10 km | 25:36,5         | 3.      | +11,1  | Jan Schmid          |
| 56. | 10 marca 2018     | Oslo             | Gundersen HS134/10 km | 25:19,0         | 1.      | -      | -                   |
| 57. | 13 marca 2018     | Trondheim        | Gundersen HS134/10 km | 24:09,0         | 2.      | +1,0   | Eric Frenzel        |
| 58. | 17 marca 2018     | Klingenthal      | Gundersen HS140/10 km | 24:06,6         | 3.      | +22,1  | Fabian Rießle       |
| 59. | 18 marca 2018     | Klingenthal      | Gundersen HS140/10 km | 23:39,8         | 3.      | +5,5   | Fabian Rießle       |
| 60. | 24 marca 2018     | Schonach         | Gundersen HS106/10 km | 26:07,2         | 1.      | -      | -                   |
| 61. | 25 marca 2018     | Schonach         | Gundersen HS106/15 km | 34:48,1         | 1.      | -      | -                   |
| 62. | 5 stycznia 2019   | Otepää           | Gundersen HS97/10 km  | 23:18,1         | 2.      | +3,2   | Jarl Magnus Riiber  |
| 63. | 6 stycznia 2019   | Otepää           | Gundersen HS97/10 km  | 22:31,1         | 3.      | +43,6  | Jarl Magnus Riiber  |
| 64. | 13 stycznia 2019  | Val di Fiemme    | Gundersen HS135/10 km | 26:34,0         | 3.      | +40,6  | Vinzenz Geiger      |
| 65. | 19 stycznia 2019  | Chaux-Neuve      | Gundersen HS118/10 km | 22:58,7         | 2.      | +24,3  | Franz-Josef Rehrl   |
| 66. | 10 lutego 2019    | Lahti            | Gundersen HS130/10 km | 24:39,8         | 2.      | +0,0   | Jørgen Graabak      |
| 67. | 1 marca 2020      | Lahti            | Gundersen HS130/10 km | 25:41,1         | 1.      | -      | -                   |
| 68. | 28 listopada 2020 | Ruka             | Gundersen HS142/10 km | 24:49,4         | 3.      | +51,4  | Jarl Magnus Riiber  |
| 69. | 24 stycznia 2021  | Lahti            | Gundersen HS130/10 km | 24:46,6         | 1.      | -      | -                   |
| 70. | 29 stycznia 2021  | Seefeld          | Gundersen HS109/5 km  | 11:32,2         | 2.      | +0,0   | Jarl Magnus Riiber  |
| 71. | 30 stycznia 2021  | Seefeld          | Gundersen HS109/10 km | 24:12,3         | 2.      | +33,3  | Jarl Magnus Riiber  |
| 72. | 31 stycznia 2021  | Seefeld          | Gundersen HS109/15 km | 37:19,1         | 3.      | +3,2   | Jarl Magnus Riiber  |
| 73. | 7 lutego 2021     | Klingenthal      | Gundersen HS140/10 km | 23:28,0         | 2.      | +4,1   | Vinzenz Geiger      |
| 74. | 20 marca 2021     | Klingenthal      | Gundersen HS140/10 km | 26:25,5         | 2.      | +0,7   | Jarl Magnus Riiber  |

### Puchar Kontynentalny

#### Miejsca w klasyfikacji generalnej
- sezon 2004/2005: niesklasyfikowany
- sezon 2005/2006: 24.
- sezon 2006/2007: 48.
- sezon 2007/2008: 5.

#### Miejsca na podium
| Nr | Data           | Miejscowość | Konkurencja                    | Wynik zwycięzcy | Pozycja | Strata  | Zwycięzca        |
| -- | -------------- | ----------- | ------------------------------ | --------------- | ------- | ------- | ---------------- |
| 1. | 17 lutego 2008 | Hakuba      | Start masowy HS131/10 km       | 28:50.3 min     | 2.      | +48.5 s | Marco Pichlmayer |
| 2. | 18 lutego 2008 | Hakuba      | Sprint huraganowy HS131/7,5 km | ?               | 2.      | +1.6 s  | Jens Kaufmann    |

### Letnie Grand Prix

#### Miejsca w klasyfikacji generalnej
- 2009: 47.
- 2010: nie brał udziału
- 2011: nie brał udziału
- 2012: 2.
- 2013: 1. (ex aequo z Bernhard Gruber)
- 2014: nie brał udziału
- 2015: 3.
- 2016: nie brał udziału
- 2017: (7.)[24]
- 2018: (5.)[25]
- 2019: (4.)[26]

#### Miejsca na podium
| Nr  | Data             | Miejscowość         | Konkurencja             | Wynik zwycięzcy | Pozycja | Strata   | Zwycięzca         |
| --- | ---------------- | ------------------- | ----------------------- | --------------- | ------- | -------- | ----------------- |
| 1.  | 21 lipca 2012    | Soczi               | Gundersen HS140/10 km   | 19:47.5 min     | 3.      | +34.4 s  | Bernhard Gruber   |
| 2.  | 1 września 2012  | Oberstdorf          | Gundersen HS137/15 km   | 36:14.4 min     | 3.      | +18.0 s  | Johannes Rydzek   |
| 3.  | 25 sierpnia 2013 | Oberwiesenthal      | Gundersen HS106/10 km   | 27:49.1 min     | 1.      | -        | -                 |
| 4.  | 30 sierpnia 2013 | Oberstdorf          | Gundersen HS137/10 km   | 26:07.5 min     | 3.      | +16.3 s  | Bernhard Gruber   |
| 5.  | 31 sierpnia 2013 | Oberstdorf          | Gundersen HS137/10 km   | 39:07.5 min     | 2.      | +5.5 s   | Johannes Rydzek   |
| 6.  | 2 września 2015  | Tschagguns/Partenen | Gundersen HS108/10 km   | 23:40.6 min     | 2.      | +14.0 s  | Mario Seidl       |
| 7.  | 4 września 2015  | Oberstdorf          | Gundersen HS137/10 km   | 26:21.4 min     | 2.      | +13.0 s  | Johannes Rydzek   |
| 8.  | 5 września 2015  | Oberstdorf          | Gundersen HS137/10 km   | 26:15.0 min     | 3.      | +3.6 s   | Fabian Rießle     |
| 9.  | 24 sierpnia 2018 | Oberstdorf          | Gundersen HS137/10 km   | 27:19,7 min     | 3.      | +7,6 s   | Vinzenz Geiger    |
| 10. | 25 sierpnia 2018 | Oberstdorf          | Gundersen HS137/10 km   | 28:03,5 min     | 1.      | -        | -                 |
| 11. | 25 sierpnia 2019 | Oberwiesenthal      | Gundersen HS106/10 km   | 27:18.9 min     | 1.      | -        | -                 |
| 12. | 28 sierpnia 2019 | Klingenthal         | Start masowy HS140/10km | 145,0 pkt       | 2.      | +3,7 pkt | Franz-Josef Rehrl |
| 13. | 31 sierpnia 2019 | Oberhof             | Gundersen HS140/10 km   | 21:50.2 min     | 2.      | +27.7 s  | Franz-Josef Rehrl |